# Бара (България)
Вижте пояснителната страница за други значения на Бара.
Ба̀ра е историческо село в България. Селото съществува до 1952 г., когато населението му е изселено, а то заедно със землището си е потопено от водите на язовир „Александър Стамболийски“.

## Етимология
Името на село Бара се среща за първи път в османотурски документ от 1479 г. Името на селото произхожда от думата бара, която означава малка течаща вода, вада, поток. Най-вероятно е получено от природните особености на местността, през която е протичал малък поток, бара.

## История
Село Бара е било част от в нахия /каза/ Хоталич /Селви/ и околия Севлиево през османското владичество. Селото се споменава в турски документ от 1855 г. като Баро. Произходът на името на селото идва от думата бара, която означава малка течаща вода, вада, поток; застояла вода, локва, блатце.
През 1952 г. населението на селото е изселено в съседните населени места и е закрито. Населението е изселено на четири места: в град Павликени, в град Бяла черква, в село Градище и в село Ресен, като във всяко от населените места се образували махали. Къщите са от три типа, в зависимост от благосъстоянието на новия собственик.
Имало е предложение изселените хора от село Бара, да съединят Павликени и Бяла Черква в нов град – Бачо Киро.

## География
Село Бара се е намирало на 20 km североизточно от Севлиево, на левия бряг на река Росица, в плодородното Баренско поле.

### Местности
- Боаза, Ханчето, Кочетлика, Каваците, Чуката, Камена, Гъркомен, Паничката, Усел, Чибиря, Долът, Бошнаковото кладенче, Коновото, Кузът, Тини бряг, Високата стена, Големите камъни, Курткая, Рогът, Кючук келеме, Бостанлъка, Пардидол, Ванера, Кюшето, Бюкян, Усоито, Озера, Купторите, Велико воденицата, Мъгара, Реката,Варениците, Вран, Долец, Дръщата, Кръста, Ливадица, Мареница /Мъреница/, Утока, Чучура.

## Родове от селото
- Мичеви, Банзови, Богданчетата, Граматиковци, Калмуците, Карастояновци, Кованджиови, Куньоулу, Мартиновци, Пончеви, Радиловци, Цончевци и др.

## Население
| Бара                                         | Бара | Бара | Бара | Бара | Бара | Бара | Бара | Бара | Бара | Бара | Бара | Бара | Бара |
| -------------------------------------------- | ---- | ---- | ---- | ---- | ---- | ---- | ---- | ---- | ---- | ---- | ---- | ---- | ---- |
| година                                       | 1880 | 1910 | 1934 | 1946 |      |      |      |      |      |      |      |      |      |
| население                                    | 732  | 780  | 969  | 960  |      |      |      |      |      |      |      |      |      |
| Източници: Национален статистически институт |      |      |      |      |      |      |      |      |      |      |      |      |      |

Населението на селото е било смесено, като е имало и турци, и българи.